# Conualevia
Conualevia Collier & Farmer, 1964 è un genere di molluschi nudibranchi della famiglia Dorididae.

## Tassonomia
Comprende le seguenti specie:
- Conualevia alba Collier & Farmer, 1964
- Conualevia marcusi Collier & Farmer, 1964 - specie tipo
- Conualevia mizuna Marcus & Marcus, 1967